# Ipomoea tehuantepecensis
Ipomoea tehuantepecensis är en vindeväxtart som beskrevs av L.Torres, R.Torres, M.P.Ramírez och J.A.Mcdonald. Ipomoea tehuantepecensis ingår i släktet praktvindor, och familjen vindeväxter. Inga underarter finns listade i Catalogue of Life.